# Let's Go to My Star
Let's Go to My Star – pierwszy album Lee Jung-hyun. Wydany został w roku 1999. Występuje w nim ciężkie techno, dance i pop. Piosenkami szczególnie ważnymi są "Ba Kkwo 바꿔 (Change)" i " Wa (와 )". Piosenkami napisanymi przez Lee Jung Hyun są:  "-00001", "-00001.5" i "-00002".

## Lista utworów
| lp. | Tytuł koreański | Tytuł japoński | Tytuł angielski | Spolszczenie |
| --- | --------------- | -------------- | --------------- | ------------ |
| 1.  | -00001          | -00001         | -00001          | -00001       |
| 2.  | GX 339-4        | -              | Black Hole      | -            |
| 3.  | Bird            | -              | Bird            | -            |
| 4.  | 바꿔            | パックォ       | Change          | Bakawo       |
| 5.  | 와              | ワ             | Come            | Wa           |
| 6.  | -00001.5        | -00001.5       | -00001.5        | -00001.5     |
| 7.  | Ca Tient Moi    | -              | Hold Me         | -            |
| 8.  | 티나세          | ティナセ       | Tinasye         | Tinas        |
| 9.  | 충격            | 衝撃           | Trauma          | Trauma       |
| 10. | Trance          | -              | Trance          | Trance       |
| 11. | 카르마          | カルマ         | -               | Karma        |
| 12. | I Love X        | -              | I Love X        | -            |
| 13. | -00002          | -00002         | -00002          | -00002       |